# Lenguas komanas
Las lenguas komanas son un grupo de unas cinco lenguas estrechamente emparentadas habladas a lo largo de frontera entre Sudán e Etiopía, con un total de unos 50 mil hablantes. 

## Clasificación
Usualmente se consideran que las lenguas komanas están relacionadas con las lenguas nilo-saharianas, aunque dicho grupo de lenguas es controvertido tanto como unidad filogenética como con respecto a su clasificación interna. Bender (1997), sin embargo, considera que las lenguas komanas son parte del núcleo de lenguas más claramente emparentadas entre sí dentro la familia nilo-sahariana.

### Clasificación interna
Las cinco lenguas bien documentadas de la familia son:
- idioma twampa (o T’wampa y también Uduk), anteriormente habladas en Sudán con unos 20 mil hablantes, la mayoría de los cuales vive ahora en un gran campo de refugiados en  Bonga, cerca de Gambela.
- idioma kwama (Etiopía) con unos 15 mil hablantes principalmente en Benishangul-Gumuz
- idioma komo (Sudán) con unos 12 mil hablantes principalmente en An Nil al Azraq
- idioma opuuo, (o Shita, (Etiopía), habladas por unas 300 personas que viven en cinco aldeas al norte de los nuer
- idioma gule (Sudán), actualmente extinto.

Debe señalarse que el idioma shabo, que tiene unos 600 hablantes, muestran una fuerte influencia del komano, por lo que se ha sugerido que de hecho el léxico compartido puede deberse a un parentesco con el komano.
Dimmendaal señala que la creciente evidencia gramatical ha asentado la hipótesis nilo-sahariana más firmemente desde Greenberg propuso en 1963, sin embargo, dicha evidencia no ha reforzado la hipótesis de que el songai, el gumuz y el komano son miembros de dicha familia de lenguas:

muy pocos de los marcadores morfológicos nominales y verbales más extendidos del nilo-sahariano están atestiguados en las lenguas Koman y Gumuz [...] Su estado genético sigue siendo discutible, principalmente debido a la falta de datos más extensos. [...] Al resumir el estado actual del conocimiento, ... se pueden identificar las siguientes familias de idiomas o filos: [...] Mande, Songhai, Ubangian, Kadu y los idiomas Koman y Gumuz..
 Dimmendaal (2008:843-844)

### Hipótesis komuz
En su propuesta de 1963, Greenberg consideró que el gumuz de Etiopía (160 mil hablantes) como una lengua lejanamente emparentada con las lenguas komanas, y conjeturó un grupo komuz dentro de las lenguas nilo-saharianas. Sin embargo, ni Bender, ni Blench ni otros nilo-saharianistas consideran aceptable que exista una relación especialmente cercana entre estos dos grupos, y por tanto, los tratan como ramas totalmente independientes dentro de su clasificación de las lenguas nilosaharianas. También Christopher Ehret secunda a Greenberg y postula un nodo komano-gumuz (komuz) dentro de su árbol filogenético para las lenguas nilosaharianas.

## Descripción lingüística
El inventario fonológico de las lenguas komanas es muy amplio, de hecho Ehret considera que en ese aspecto estas lenguas son conservadoras y retienen una buena parte del sistema fonológico original. De hecho Ehret propone un inventario reconstruido para el proto-nilo-sahariano de 45 fonemas, que es virtualmente idéntico al encontrado en t'wampa. Sin embargo, otros especialistas como Bender consideran que el elevado número de fonemas de estas lenguas es una innovación propia del grupo y por tanto reconstruye un sistema mucho más modesto de 19 fonemas para el proto-nilo-sahariano.

### Fonología
Bender (1997) recoge el siguiente inventario consonántico para el proto-komano:
|           |           | Labial    | Labial    | Coronal     | Coronal     | Palatal | Palatal | Velar   | Velar   | Glotal | Glotal |
| --------- | --------- | --------- | --------- | ----------- | ----------- | ------- | ------- | ------- | ------- | ------ | ------ |
| oclusiva  | sorda     | *p, (*pʰ) | *p, (*pʰ) | *t, *t̪, *t̪ʰ | *t, *t̪, *t̪ʰ |         |         | *k, *kʰ | *k, *kʰ | *ʔ     | *ʔ     |
| oclusiva  | sonora    | *b, *mb   | *b, *mb   | *d          | *d          |         |         | *g      | *g      |        |        |
| oclusiva  | eyectiva  | *pʼ       | *pʼ       |             |             |         |         |         |         |        |        |
| oclusiva  | implosiva | *ɓ        | *ɓ        | *ɗ          | *ɗ          |         |         | *ɠ      | *ɠ      |        |        |
| fricativa | fricativa |           |           | *s, *sʼ     | *s, *sʼ     | *š      | *š      |         |         | *h     | *h     |
| nasal     | nasal     | *m        | *m        | *n          | *n          | *ñ      | *ñ      | *ŋ      | *ŋ      |        |        |
| sonorante | sonorante | *w        | *w        | *r          | *r          | *y      | *y      |         |         |        |        |

### Comparación léxica
Los numerales en diferentes lenguas komanas son:
| GLOSA | Twampa (Uduk)     | Kwama        | Opuuo               | Komo (Gokwom) | PROTO- KOMANO |
| ----- | ----------------- | ------------ | ------------------- | ------------- | ------------- |
| '1'   | ɗéʔ               | sɛ́ɛ́kʼín      | diʃeɗe              | ɗɛʔ           | *ɗɛʔ          |
| '2'   | súʔ               | swíjá        | ʃuka / cuka         | sʊʔ           | *sʊkʼa        |
| '3'   | kʷārā             | twàsɛ́n       | tuʃu / tusu         | dǐʃǐn         | *dušVn        |
| '4'   | dòŋ(g)òn          | béésʼín      | hwan / ŋwan         | dɔ̄ɣɔ́n         | *dɔ̀gɔ̀n        |
| '5'   | múd̻èɗ             | kómòtʼ       | mutaːkwei           | bʊ̀sʼín        | *mbusʼ        |
| '6'   | múd̻èɗ pé ɗéʔ      | kúpà-sɛ́n     | kane-ɗe             | kàːnaɡǐɗɛ́     | *5+1          |
| '7'   | múd̻èɗ pé súʔ      | kúpà-swíjá   | kane-ʃuka           | kàːnà-sʊʔ     | *5+2          |
| '8'   | múd̻èɗ pé(ŋ) kʷārā | kúpà-twàsɛ̄n  | kane-tūʃū           | kàːnàdɪʃ      | *5+3          |
| '9'   | múd̻èɗ pé dòŋ(g)òn | kúpà-béésʼín | kane-hwān           | káːndɔ̀gɔ̀n     | *5+4          |
| '10'  | ʼkúmèɗ            | kʼoosʼi      | muta-kweya-ʃuka-yen | kʼɔ́ʃkʼɔ̀lɔ̀     | *kušu         |

### Enlacex exteriores
- Koman languages page in the MultiTree Project at the LINGUIST List.

- Datos: Q1781084